# 直-19

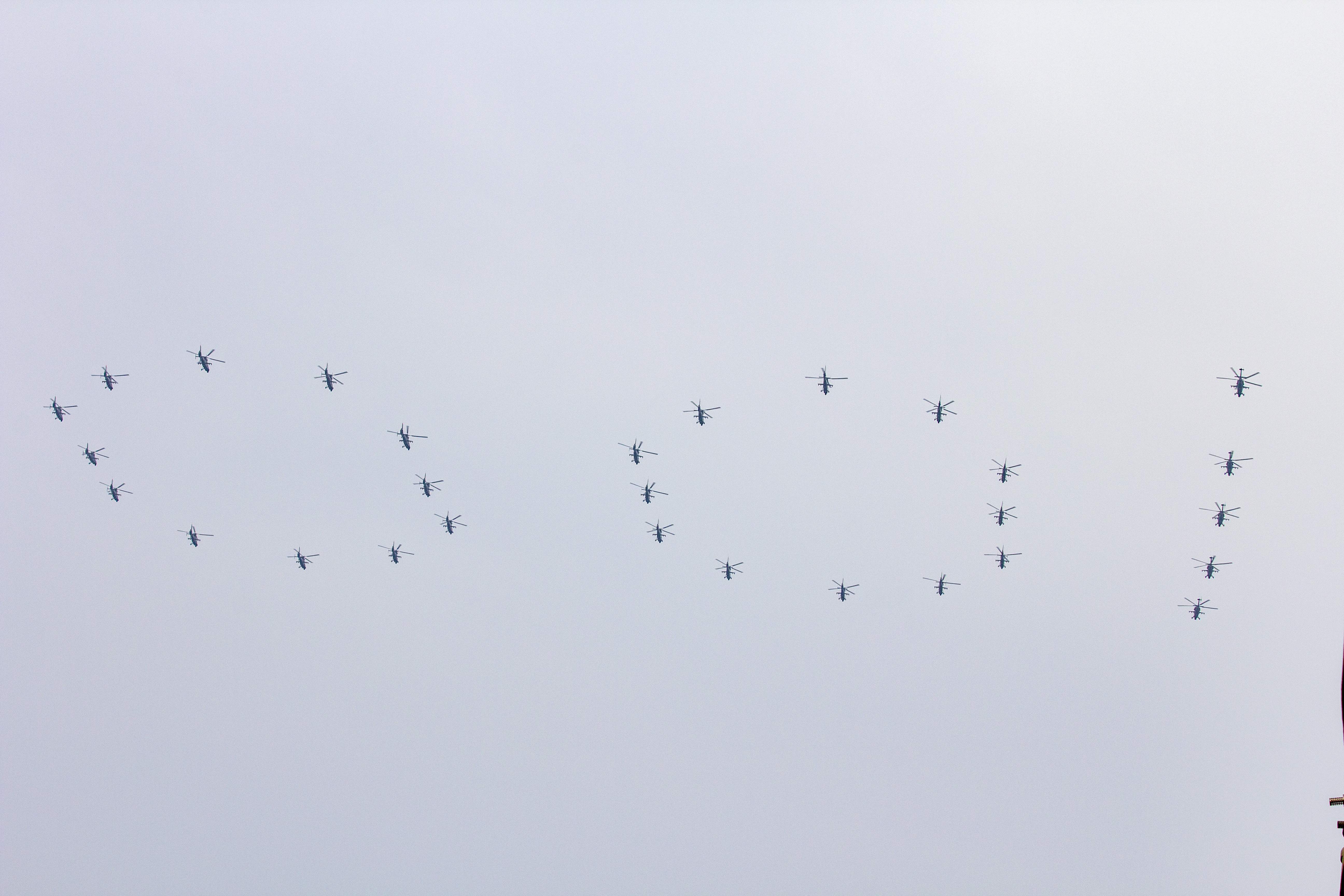
建党百年之际，29架直-19形成“100”字样，飞越首都北京。

直-19（Z-19），是中国的一款轻型侦察/攻击直升机，由哈尔滨飞机工业集团（HAMC）为中国人民解放军空军和陆军航空兵所研制。是直-9的武装改型。
与直-10的情况类似，该型直升机在民间被讹传为“武直-19（WZ-19）”。

## 设计与研发
直-19是直-9W的双座升级版本，具有尾旋翼，降低了噪音水平，从而使其能够实现一定程度的声学隐身。排气装置的设计减少了红外线特征。该直升机配备了毫米波火控雷达。与大多数攻击直升机不同的是，它没有机头机枪或机炮。
直-19还具有装甲板、防撞座椅和装有前视红外系统、电视摄像系统及激光测距仪的炮塔，以及先进的头盔瞄准具。
在2012年11月举行的第九届珠海航展上，中国航空工业集团在电视新闻发布会上正式公布了直-10和直-19的正式名称，两架攻击直升机均以中国四大名著之一水浒传中的虚构人物命名。直-10命名为霹雳火，秦明的昵称，直-19命名为黑旋风，李逵的昵称。

## 型号

### 直-19
在中国人民解放军陆军服役的标准型。

### 直-19E
出口型，于2017年5月18日首飞。 一些国家表示有兴趣购买。

## 使用国
中华人民共和国
- 中国人民解放军陆军[12]

## 技術參數

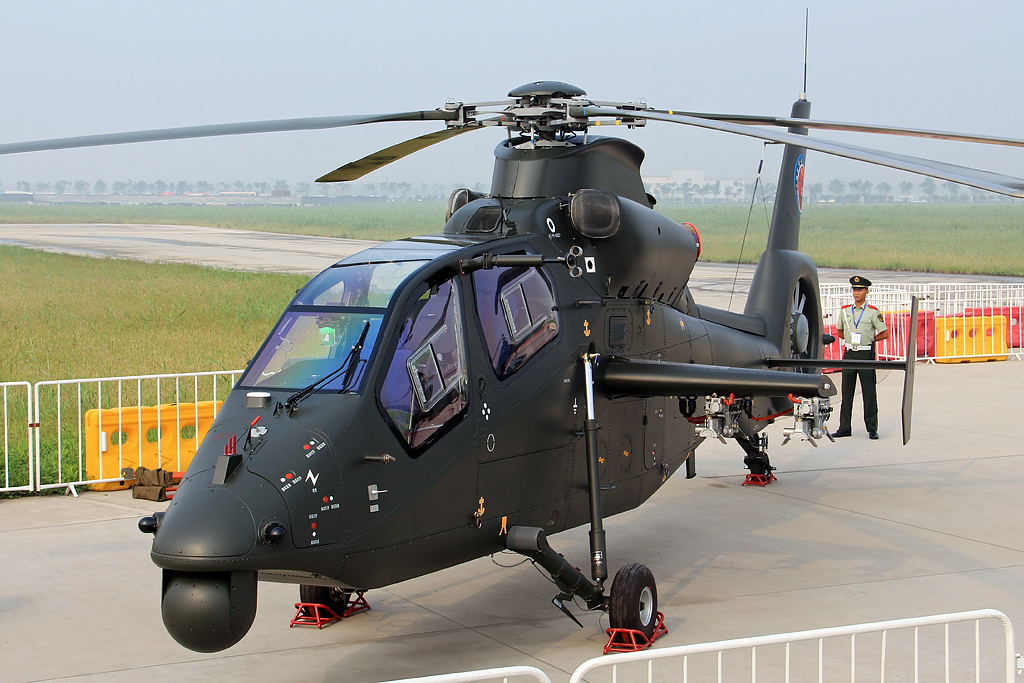
在2013直博会中的直-19

参考资料：
基本信息
- 机组：2人
- 長度：12米（39英尺4英寸）
- 高度：4.01米（13英尺2英寸）
- 空重：2,350（5,181磅）
- 最大起飛重量：4,250（9,370磅）
- 发动机：2台涡轴-8C渦輪軸發動機，每台700千瓦特（940匹馬力）
- 主旋翼直徑：11.93米（39英尺2英寸）
- 主旋翼面積：111.79平方（1,203.3平方英尺）

性能
- 最大速度：280每小時（174英里每小時；151節）
- 巡航速度：245每小時（152英里每小時；132節）
- 航程：700（435英里；378海里）
- 续航时间：4小时
- 升限：6,000（20,000英尺）
- 爬升率：9每秒（1,800英尺每分鐘）

武器

- 2×火箭挂架
- 2×机枪吊舱
- 8×红箭-8空对地导弹
- 8×AKD-9空对地导弹
- 8×天燕-90空对空导弹

## 流行文化
- 在游戏《战争雷霆》中作为中国六级攻击直升机，于“智械纪元”版本推出。